# Decent Fellow
Decent Fellow (* 15. února 1995 – 2. ledna 2025) byl dostihový ryzák a valach. Jeho největším úspěch je vítězství ve Velké pardubické. Otcem byl Escalavo (FR) a matkou Domicella (IR). Startoval za stáj Dr. Charvát, trenérem byl Josef Váňa.

## Kariéra
Celkem se zúčastnil šesti ročníků Velké Pardubické. Třikrát se umístil na 2. místě (2002, 2005, 2007) a dvakrát na 3. místě (2003, 2004). V roce 2006 Velkou Pardubickou vyhrál o 6 délek před Juventusem a porazil všech 16 soupeřů. V závodě ho sedlal pětadvacetiletý Josef Bartoš. Vítězný čas byl 9:20,60. V roce 2007 ho o 5 délek předstihla bílá klisna Sixteen s Dušanem Andrésem v sedle.